# Akte van Seclusie

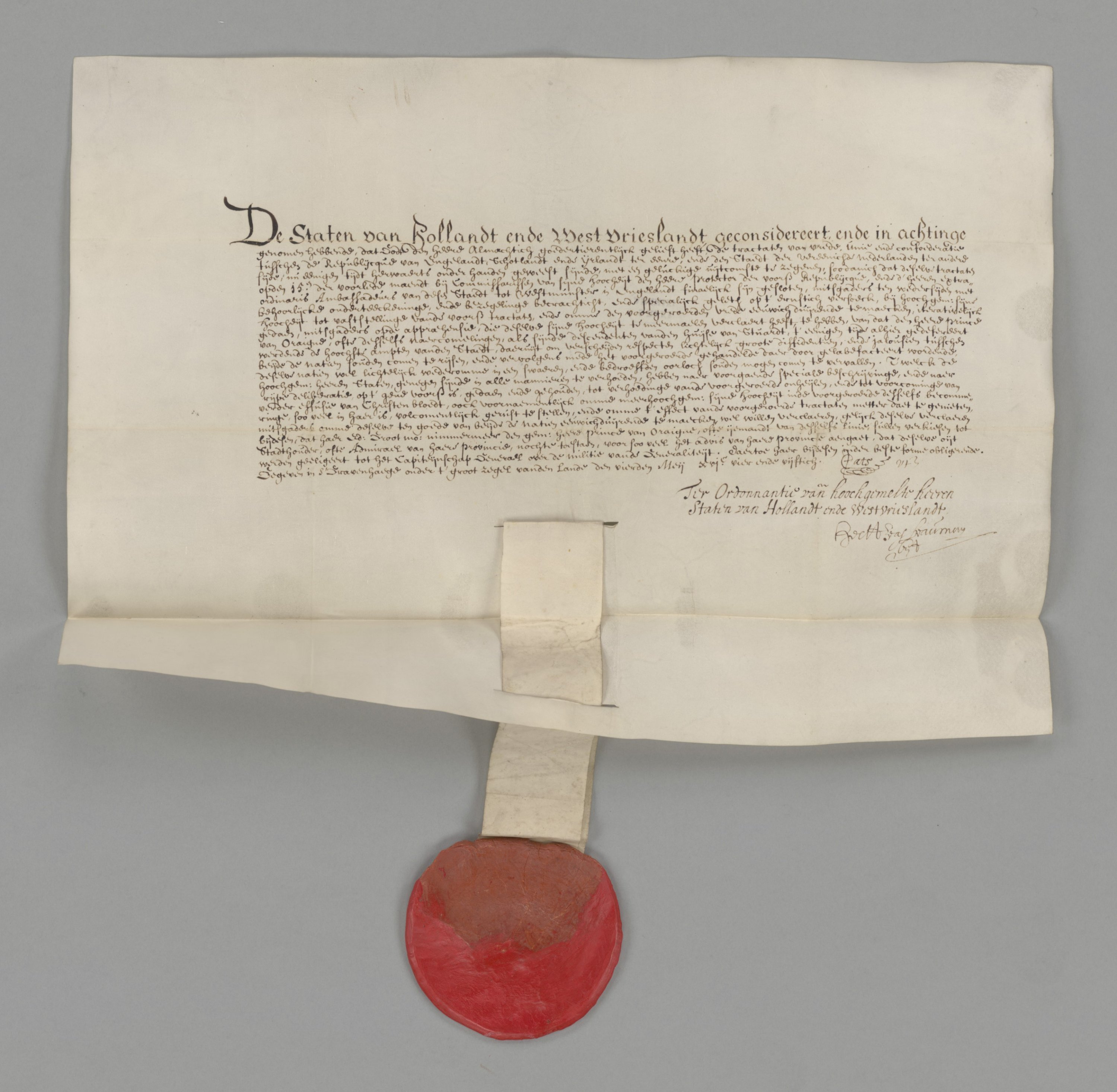
Akte van Seclusie

De Akte van Seclusie is een geheime clausule bij het Verdrag van Westminster (1654) waarin de Staten van Holland beloofden de destijds vierjarige Willem III, prins van Oranje, nooit tot stadhouder aan te stellen — of toe te staan dat een andere provincie dat wel zou doen. De belangrijkste ondersteuners van deze geheime Akte waren Johan de Witt, Cornelis de Graeff, Jacob van Wassenaer Obdam en Joan Wolfert van Brederode.
Toen Karel II van Engeland in 1660 het koningschap in zijn land herstelde (Engelse Restauratie), verklaarden de Staten-Generaal dat hierdoor de Akte van Seclusie zijn gelding had verloren omdat deze was gesloten met de nu verdwenen Commonwealth.

## Achtergrond
Het Eerste Stadhouderloos Tijdperk was in januari 1651 tijdens de zogenaamde Grote Vergadering te Den Haag door de regenten ingeluid. De aanleiding was het overlijden van stadhouder Willem II op 6 november 1650.
Johan de Witt, raadpensionaris van Holland, beëindigde met de in 1654 afgesloten vrede de Eerste Engelse Oorlog, en regelde tegelijkertijd dat de orangisten de regenten niet meer zouden dwarsbomen, terwijl de republikeinse Engelsen niet meer bang hoefden te zijn voor een sterke Hollandse leider, die het Huis Stuart, waarvan hij mede afstamde, terug op de troon zou kunnen zetten. (Ironisch genoeg zou Willem III in 1688 de laatste koning uit het Huis Stuart (Jacobus II) nu juist gewapenderhand verdrijven en zou hij een begin maken met de invoering van de Engelse democratie; zie Glorious Revolution.)
De Witt wist de geheime clausule met heel veel moeite door de Staten-Generaal te loodsen. Volgens hem was de clausule een eis van Oliver Cromwell. Toen de Akte van Seclusie later bekend raakte, werd algemeen aangenomen dat De Witt er zelf achter zat. In de Deductie van Johan de Witt verdedigt hij zich tegen de beschuldigingen die geuit werden naar aanleiding van de Akte van Seclusie. Wetenschappelijk onderzoek van zijn geheime correspondentie leek op het eind van de 19e eeuw zijn onschuld aan te tonen. Tegenwoordig zijn de meningen weer verdeeld omdat het inzicht is doorgedrongen dat De Witt ook deze geschriften gemanipuleerd kan hebben, uit angst dat ze in verkeerde handen zouden vallen. Hij was zelden spontaan in zijn schrijven en spreken.
Het meest complete beeld van deze episode in de Vaderlandse Geschiedenis geeft de 17e-eeuwse historicus Lieuwe van Aitzema. In het derde deel van de folio-uitgave van zijn Saken van staet en oorlogh is de tekst van de Akte van Seclusie in zijn geheel terug te vinden. Ook wordt de inhoud van het stuk hier in verband gebracht met de discussie die er in binnen- en buitenland op volgde.